# 萊奧納鎮區 (明尼蘇達州羅索縣)
萊奧納鎮區（英語：Laona Township）是位於美國明尼蘇達州羅索縣的一個行政鎮區。

## 地方資料
萊奧納鎮區的面積為98.60平方千米，當中陸地面積為98.56平方千米，而水域面積為0.03平方千米。根據2020年美國人口普查的數據，當地共有人口508人，而人口密度為每平方千米5.15人。